# Saint-Rémy-de-Chargnat

Saint-Rémy-de-Chargnat este o comună în departamentul Puy-de-Dôme, Franța. În 1 ianuarie 2022 avea o populație de 628 de locuitori.